# 중앙동 (군산시)
중앙동(中央洞)은 대한민국의 전북특별자치도 군산시의 동이다.

## 연혁
- 1949년 8월 15일 : 군산부가 군산시로 개칭되면서 신영동, 죽성동, 중동으로 칭함
- 1973년 5월 25일 : 행정동 중앙로2가(법정동 신영,평화,죽성, 중앙로2가, 영동과 행정동 중동(법정동:금암동,중동)으로 칭함
- 1998년 10월 1일 : 중앙로2가동(중앙로2가,영동,신영,죽성, 평화)과 중동(중동, 금암동)을 중앙동으로 통합.

## 법정동
- 중앙로2가(中央路二街)
- 영동(榮洞)
- 신영동(新榮洞)
- 죽성동(竹城洞)
- 평화동(平和洞)
- 중동(仲洞)
- 금암동(錦岩洞)

## 유통
- 신영시장 (신영동)
- 군산공설시장 (신영동)

## 교육
- 군산중앙초등학교 (중앙로2가)
- 영광중학교 (중앙로2가)
- 영광여자고등학교 (중앙로2가)

## 주거 환경
- 군산 하나리움 리비뉴스테이